# Powiat Ahrweiler
Powiat Ahrweiler (niem. Landkreis Ahrweiler) – powiat w Niemczech, w kraju związkowym Nadrenia-Palatynat. Siedzibą administracyjną powiatu jest miasto Bad Neuenahr-Ahrweiler.

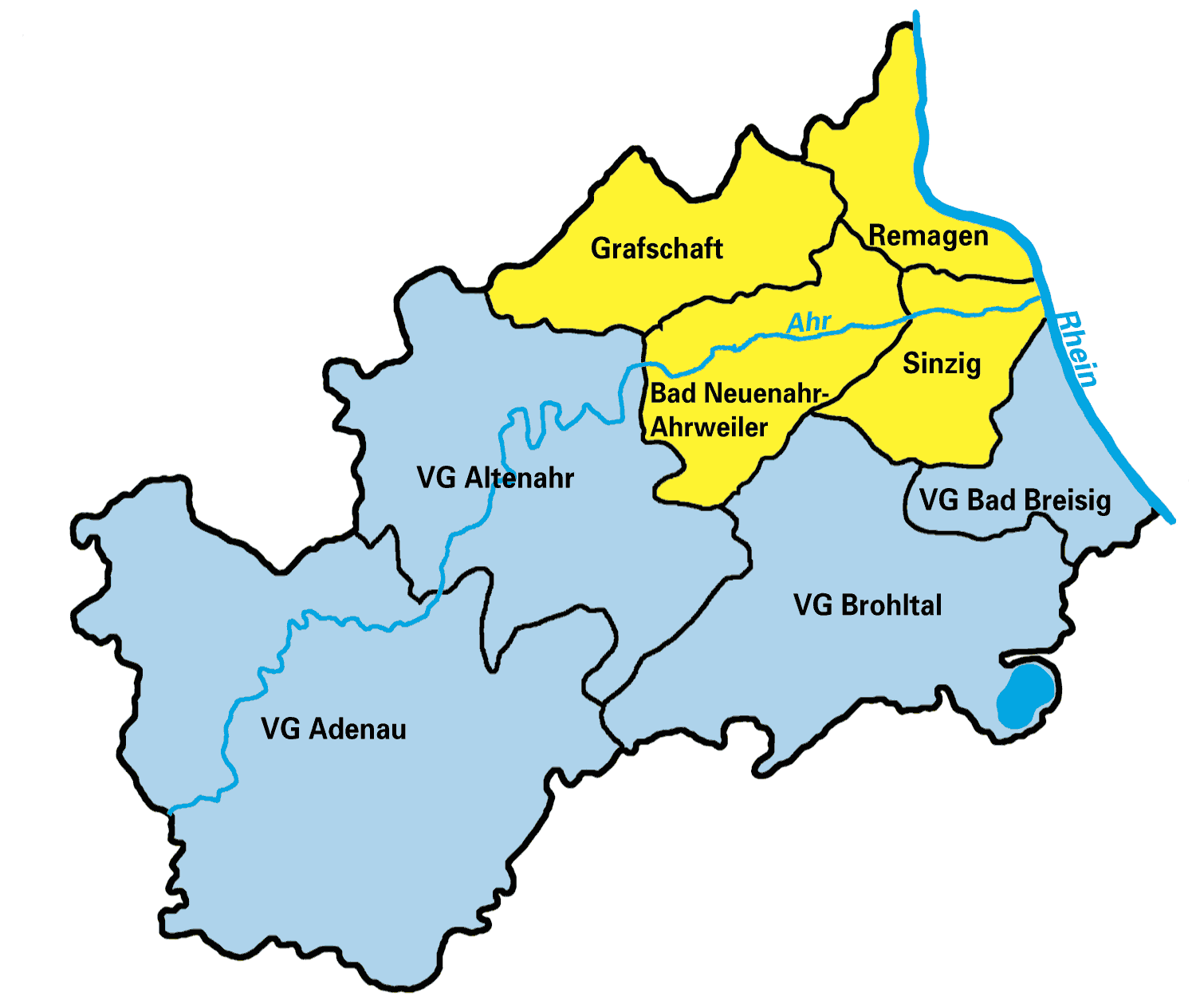
Powiat Ahrweiler

## Podział administracyjny
Powiat Ahrweiler składa się z:
- trzech gmin miejskich (Stadt)
- jednej gminy bezzwiązkowej (verbandsfreie Gemeinde)
- czterech gmin związkowych (Verbandsgemeinde)

Gminy miejskie:
| Lp. | Nazwa gminy miejskiej  | Ludność (31.12.2009) | Powierzchnia km² |
| --- | ---------------------- | -------------------- | ---------------- |
| 1   | Bad Neuenahr-Ahrweiler | 27.464               | 63,38            |
| 2   | Remagen                | 16.134               | 33,16            |
| 3   | Sinzig                 | 17.490               | 41,02            |

Gminy bezzwiązkowe:
| Lp. | Nazwa gminy bezzwiązkowej | Ludność (31.12.2009) | Powierzchnia km² |
| --- | ------------------------- | -------------------- | ---------------- |
| 1   | Grafschaft                | 10.943               | 57,55            |

Gminy związkowe:
| Lp. | Nazwa gminy związkowej | Ludność (31.12.2009) | Powierzchnia km² | Liczba gmin |
| --- | ---------------------- | -------------------- | ---------------- | ----------- |
| 1   | Adenau                 | 13.610               | 257,74           | 37          |
| 2   | Altenahr               | 11.290               | 153,87           | 12          |
| 3   | Bad Breisig            | 12.920               | 41,84            | 4           |
| 4   | Brohltal               | 18.212               | 138,43           | 17          |

## Historia
Powódź w lipcu 2021 spustoszyła powiat i pochłonęła 117 ofiar śmiertelnych i ok. 600 rannych (stan na 18 lipca 2021). 

## Sąsiadujące powiaty
- Mayen-Koblenz
- Neuwied
- Vulkaneifel